# Bad Kleinen (nádraží)
Bad Kleinen je železniční stanice ve stejnojmenné obci v Německu. Jedná se o jednu z nejstarších a nejvýznamnějších železničních stanic v Meklenbursku-Předním Pomořansku. Stanice leží na trati Schwerin–Wismar, poté odsud vyházejí tratě do Lübecku a Rostocku.

## Historie
Policie se v roce 1993 pokusila na nádraží zatknout Birgit Hogefeldovou a Wolfganga Gramse, příslušníky krajně levicové Frakce Rudé armády. V přestřelce nastalé na jednom z nástupišť zahynuli důstojník GSG9 Michael Newrzella a Grams, Hogefeldová byla zatčena.